# Paul (comte)
Pour les articles homonymes, voir Paul et Paulus.
Paul, le comes Paulus, dit le « comte Paul », était un officier militaire de la Gaule du Ve siècle.

## Source
Il n'est connu que par une brève mention de Grégoire de Tours (Dix Livres d'Histoire, II, 18), qui le montre agissant sur la Loire peu après la bataille de Déols de 469-471 :

« Les Bretons furent chassés de Bourges par les Goths, qui en tuèrent un grand nombre près du bourg de Dol. Le comte Paul, avec les Romains et les Francs, fit la guerre aux Goths, sur lesquels il fit un grand butin. Adovacre étant venu à Angers, le roi Childéric arriva le jour suivant, et ayant tué le comte Paul, il s’empara de la ville. Ce jour-là l’église fut consumée par un grand incendie. (trad°. François Guizot) »

Beaucoup d'historiens ont pensé qu'il était un personnage important, peut-être le successeur ou le rival d'Ægidius en Gaule du Nord avant Syagrius, ou bien le lieutenant de ce dernier sur la Loire, voire le nouveau magister militum de Gaule allié à Riothamus et Anthémius, notamment par le fait qu'il est dit être à la tête de Romains et de Francs et mener une lutte contre les Wisigoths, comme Ægidius.
On sait toutefois que ce chapitre de l'œuvre de Grégoire est tiré probablement d'une ancienne chronique perdue rédigée à Angers, nommée Annales Andecaves, qui consacrait une large place à celui qui était son chef (comes) ; le rôle du comte Paul a donc pu être très surestimé par Grégoire lui-même et par l'historiographie qui l'a suivi. Sa lutte contre les Wisigoths semble être plus une sorte de guérilla locale contre leur avancée après Déols qu'une opération de grande ampleur. Quant aux Francs, ils n'étaient peut-être pas tous unis derrière Childéric depuis qu'il avait repris son règne.

## Allié ou ennemi de Childéric?
La question de savoir si Paul a été tué ou non par Childéric Ier est très délicate. En fait, Grégoire de Tours ne donne pas d'indication définitive, mais un ablatif absolu (« interemptoque Paulo comite ») qui doit se traduire en réalité par « le comte Paul ayant été tué », sans que l'on sache par qui. Certains historiens l'ont fait tuer par Adovacre, d'autres par Childéric. Or, Frédégaire et le Liber Historiae Francorum, qui semblent indépendants l'un de l'autre et qui possédaient peut-être d'autres sources, ont déclaré sans détours que Childéric l'avait tué.
Néanmoins, un comte Paulus, général romain et frère du patrice Oreste, fut tué par Odoacre à Ravenne en septembre 476, ce qui conduisit à la déposition du dernier empereur romain d'Occident Romulus Augustule.